# 封放
封 放（ほう ほう、生没年不詳）は、五胡十六国時代の前燕の人物。本貫は渤海郡蓨県。前燕の振威将軍封悛の子。

## 生涯
勃海の土豪として人々を集め、自守自営していた。
351年3月、冉魏は封放と同じく勃海で自守自衛していた後趙の元勃海郡太守劉準を幽州刺史に任じ、勃海郡太守逄約と勃海郡を二分統治させた。燕王慕容儁は相国封奕に逄約討伐、昌黎郡太守高開に劉準討伐を命じた。
高開は勃海に至り、封放・劉準はこれを出迎えて降伏した。慕容儁は封放を勃海郡太守、劉準を左司馬に任じた。
皇帝慕容暐の時代には、吏部尚書に任じられた。
これ以後の事績は、史書に記されていない。

## 家系

### 父
- 封悛

### 伯父
- 封𢚂

### 叔父
- 封抽

### 弟
- 封奕

### 従兄弟
- 封裕

### 子
- 封孚
- 封懿